# Инсталляция (искусство)
Инсталля́ция (англ. installation — установка, размещение, монтаж) — форма современного искусства, представляющая собой пространственную композицию, созданную из различных готовых материалов и форм (природных объектов, промышленных и бытовых предметов, фрагментов текстовой и зрительной информации) и являющую собой художественное целое. Вступая в различные неординарные комбинации, вещь освобождается от своей практической функции, приобретая функцию символическую. Смена контекстов создаёт смысловые модификации, игру значений. Габарит инсталляций варьируется от предельно малого, куда можно только заглянуть одним глазком, до нескольких залов в крупных музеях. Инсталляция, в отличие от плоских росписей и единичных объектов, делает акцент на создании интерьерного пространства.
Основоположниками инсталляции считаются Марсель Дюшан и сюрреалисты.

## Виды инсталляций
Инсталляции можно подразделить на три основных типа:
1. сюжетно-повествовательный (многочисленные инсталляции Кабакова и отдельные — Комара и Меламида);
2. объектно-предметный (имитации научных лабораторий, реальных и псевдо-реальных бытовых и музейных интерьеров);
3. зрительно-визионерский (делает акцент на созерцание некоего изображения или сооружения; это инсталляции, которые в основном связаны с использованием газет и рисованных изображений).

## Используемые материалы
Отличительной чертой инсталляции от других видов искусства является применение абсолютно всех видов материалов. В инсталляции могут быть использованы как обычные материалы: дерево, металл, бумага, камень; так и абсолютно необычные, например, для создания могут применяться высокие технологии, переработанные материалы, части целого, оборудования и так далее. При создании инсталляции художник не имеет никаких границ в выборе материала для реализации своей задумки.

## Мастера инсталляции
В начале 1980-х годов в списках самых современных художников имя Йозефа Бойса стояло на первом месте. Американский художник Роберт Раушенберг работал в основном в технике коллажа и редимейда, продолжая традиции, идущие из искусства кубизма.
Для творчества американского художника Эдварда Кинхольца характерны пространства — инвайронменты. Наполненные вещами и манекенами, они напоминают застывшие сцены из какого-то сатирического спектакля. В своих композициях американец Эдвард Кинхольц использовал манекены, чучела и реальные предметы интерьера, также вводил аудиоэффекты и специально программировал запахи.
Илья Кабаков — один из лидеров советского и российского концептуализма. Вадим Захаров — художник, принадлежащий ко второму поколению московских концептуалистов. Самые известные инсталляции: «Искусство русского искусства от русского авангарда до московской концептуальной школы» (2003—2004), «Дон Кихот против интернета» (1999—2000), «Даная» (2013), «Космическая одиссея» (2014), Ресторан «Философский пароход» (2014).
Художник-мистификатор, поэт, перфомансист, эссеист Дмитрий Пригов пытался отразить в своём творчестве легенды советского и российского концептуализма. Художники Виталий Комар и Александр Меламид работают в разных жанрах и техниках: от классической живописи и скульптуры до концептуальных фотографий и инсталляций. Также Комару и Меламиду принадлежит первенство в жанре инсталляции в советском искусстве (инвайромент «Рай», не позднее 1973 г.). Мастерская была заполнена самодельными и готовыми символами мировых и вымышленных религий и посещалась под музыку и при свете фонарика. Эта инсталляция была демонтирована после Бульдозерной выставки.
Современные российские художники, работающие в жанре инсталляции — Ирина Корина, Сергей Шеховцев (столь верен своему излюбленному материалу, что даже одно время подписывал свои произведения как Сергей Поролон Шеховцев), Марта Волкова и Слава Шевеленко, Кира Суботин и другие.
В 1990-е гг. во всём мире большое распространение приобретает особый вид инсталляции — видеоинсталляция, в которой в замкнутом (обычно тёмном) пространстве зрителю предъявляются видеомониторы или проекции видеоизображений на стены. Здесь инсталляция достигает максимального сближения с кино.

## Список авторов, работающих в жанре инсталляции
- Лаури Астала
- Йозеф Бойс
- Роберт Раушенберг
- Джозеф Кошут
- Эдвард Кинхольц
- Илья Кабаков
- Василий Рябченко
- Ханна Вихрияля
- Дрис Верхувен
- Джан Карло Риккарди
- Грегор Шнайдер
- Вадим Захаров
- Уайт, Пэй

## Галерея
- Илья Кабаков «Человек, который улетел в космос из своей комнаты», 1986
- Василий Рябченко «Качели для пеньков», 1993
- Арнольд Бунге, «Море времени» (Tidens Hav), 2011 г., Вестерос
- Инсталляция на станции метро «Грушевка» в Минске